# 郎宁公主
郎宁公主（827年—866年10月11日），唐朝公主，是中国唐朝第十四代皇帝唐文宗李昂的第四女。
她的生母不详。出家为女道士。没有关于郎宁公主是否婚嫁的记载。唐懿宗咸通七年（866年）八月廿九，郎宁公主去世。咸通八年（867年）四月十六，安葬到长安万年县崇道乡夏侯村。